# Hugo Larsson
Hugo Emanuel Larsson (* 27. Juni 2004 in Svarte) ist ein schwedischer Fußballspieler. Der zentrale Mittelfeldspieler steht beim Bundesligisten Eintracht Frankfurt unter Vertrag und ist Nationalspieler.

## Karriere

### Verein
Larsson wechselte 2016 zum Malmö FF. Anfang des Jahres 2022 debütierte er in der Profimannschaft, in der er zunächst meist als Einwechselspieler auf den Platz kam. Ende Mai 2022 gewann der Mittelfeldspieler mit Malmö den nationalen Pokal. In der Allsvenskan 2023 entwickelte er sich zum Stammspieler und Leistungsträger.
Zur Saison 2023/24 wechselte der Schwede nach Deutschland zu Eintracht Frankfurt. Beim Bundesligisten unterschrieb er einen bis zum 30. Juni 2028 gültigen Vertrag, der im Oktober 2024 vorzeitig bis 2029 verlängert wurde.

### Nationalmannschaft
Larsson läuft seit der U17 für schwedische Juniorennationalmannschaften auf. Am 9. Januar 2023 debütierte er beim 2:0-Testspielsieg gegen Finnland in der A-Nationalmannschaft.

## Erfolge
- Schwedischer Pokalsieger: 2022